# Akira Kurosawa
Akira Kurosawa (em japonês: 黒澤 明 (shinjitai) ou 黒沢 明 (kyujitai); romaniz.: Kurosawa Akira); nascido em Ōimachi, Ōmori, Shinagawa, Tóquio, Japão, em 23 de março de 1910 — falecido em Setagaya, Tóquio, Japão, em 6 de setembro de 1998) foi um cineasta, produtor, roteirista, montador, escritor e pintor japonês, considerado um dos mais importantes do século XX. Seus filmes influenciaram todas as gerações de diretores posteriores a ele. 
Com uma carreira de cinquenta anos, Kurosawa dirigiu 30 filmes. É amplamente considerado como um dos cineastas mais importantes e influentes da história do cinema. Em 1989, foi premiado com o Óscar pelo conjunto de sua obra "pelas realizações cinematográficas.

## Biografia

### Juventude
Akira, o mais novo de oito filhos de Shima e Isamu Kurosawa, nasceu num subúrbio de Tóquio em 23 de março de 1910. Shima Kurosawa tinha 40 anos de idade na época do nascimento de Akira, e Isamu, 45. Cresceu numa família com três irmãos mais velhos e quatro irmãs mais velhas. De seus três irmãos mais velhos, um morreu antes de Akira nascer e um já estava crescido e fora do lar. Uma das suas quatro irmãs mais velhas também havia deixado a casa para formar a sua própria família antes de Kurosawa nascer. A irmã que nascera logo antes de Kurosawa, a quem ele chamava de "Pequena Grande Irmã", também morreu repentinamente após uma curta doença quando ele tinha 10 anos de idade.
O pai de Kurosawa trabalhava como diretor de uma escola secundária dirigida pelos militares japoneses e os Kurosawas descendiam de uma linhagem de antigos samurais. Financeiramente, a família estava acima da média. Isamu Kurosawa gostava da cultura ocidental, dirigindo programas atléticos e levando a família para ver filmes ocidentais, que estavam naquela época apenas começando a aparecer nos cinemas japoneses. Mais tarde, quando a cultura japonesa se afastou dos filmes ocidentais, Isamu Kurosawa continuou a acreditar que os filmes foram uma experiência positiva de ensino.
Kurosawa inicialmente tentou ser pintor. Após se formar no Ginásio Keika, frequentou o Centro de Pesquisas de Arte Proletária no ano de 1928, aos 18 anos. A investida pictorial não funcionou, devido à falta de dinheiro, mas suas características artísticas o acompanharam durante toda a sua trajetória no cinema, onde ele pintava quadros como "storyboards" de seus filmes. Mesmo assim continuou com sua paixão pelas artes, principalmente a literatura; de onde tirou inspiração para a grande maioria de suas obras.
Sofreu também grande influência do irmão, Heigo, quatro anos mais velho, na sua paixão por cinema. Heigo trabalhava como Benshi, uma espécie de "narrador de filmes" do início do século no Japão. Infelizmente, com o advento dos filmes sonoros a profissão de narrador se tornou obsoleta, e Heigo viu-se sem emprego. O fato deprimiu tanto o irmão de Kurosawa que ele acabou se suicidando com um tiro no peito esquerdo aos 22 anos de idade. Kurosawa demorou para aceitar o ocorrido, mas se recuperou alguns anos depois e ingressou de vez na carreira cinematográfica. Em 1936 viu um anúncio no jornal para um teste de assistente de diretor e desde então não parou mais de trabalhar em filmes. De 1943 a 1965 foram vinte e quatro dirigidos por ele.
Seu primeiro trabalho foi Sugata Sanshiro (1943) e o último foi "Depois da Chuva" (Ame agaru) (1999) concretizado postumamente por Takashi Koizumi, seu discípulo. Foi o introdutor do gênero chambara (samurai) no cinema, com temas como a honra acima de tudo. Sofrendo de fadiga mental em 1971, tentou frustradamente suicidar-se cortando os pulsos por mais de trinta vezes. Em 1985 o Festival de Cinema de Cannes homenageou-o pelo seu filme "Ran" do qual ele mesmo dizia que era a "obra de sua vida". "Ran" foi baseado em adaptações do livro Rei Lear de William Shakespeare. Kurosawa também adaptou obras do russo Dostoiévski. Muitos de seus filmes tiveram refilmagem na Europa e Estados Unidos.

### Diretor em treinamento (1935–1941)
Em 1935 o novo estúdio de filmes Photo Chemical Laboratories, conhecido como P.C.L. (que mais tarde se tornaria um grande estúdio, o Toho), aconselhado por diretores assistentes. Apesar de ele não ter demonstrado anteriormente qualquer interesse em filmes como uma profissão, Kurosawa apresentou o ensaio exigido, que pedia aos candidatos para discutir as deficiências fundamentais dos filmes japoneses e encontrar maneiras de corrigi-las. Sua visão, meio zombeteira, era que se as deficiências eram fundamentais, então não havia jeito de corrigi-las. O ensaio de Kurosawa rendeu-lhe um convite para fazer os exames de acompanhamento, sendo que o diretor Kajiro Yamamoto, que estava entre os examinadores, gostou de Kurosawa e insistiu para que o estúdio o contratasse. Com 25 anos de idade, Kurosawa foi contratado pela P.C.L. em fevereiro de 1936.
Durante os seus cinco anos como diretor assistente, Kurosawa trabalhou com inúmeros diretores, mas a figura mais importante para o seu desenvolvimento, de longe, era Kajiro Yamamoto. De seus 24 filmes como diretor-assistente, ele trabalhou em 17 sob a supervisão de Yamamoto, muitos deles comédias encenadas pelo popular ator Kenichi Enomoto, conhecido como "Enoken". Yamamoto cultivou o talento de Kurosawa, promovendo-o diretamente de terceiro diretor assistente para diretor assistente chefe depois de um ano. A responsabilidade de Kurosawa aumentou, e ele trabalhava em tarefas como construção de cenários e desenvolvimento de filmes, locação de cenários, revisão de roteiro, ensaios, iluminação, dublagem, edição, montagem e subdireção. No último filme de Kurosawa como diretor assistente, Horse (Uma, 1941), Kurosawa cuidou da maior parte da produção, visto que Yamamoto estava ocupado com as filmagens de outro filme.
Um importante conselho que Yamamoto deu a Kurosawa foi que um bom diretor precisava dominar a prática de escrever roteiros. Kurosawa logo percebeu que os ganhos potenciais de seus roteiros eram muito mais altos do que ele ganhava como diretor assistente. Kurosawa, mais tarde, iria escrever ou coescrever todos os seus próprios filmes. Ele também frequentemente redigia roteiros para outros diretores. Esses roteiros extras serviriam para Kurosawa como uma alternativa lucrativa que durou bem até a década de 1960, depois que ele se tornou mundialmente famoso.

### Filmes de Guerra e seu casamento (1942–1945)
Nos dois anos seguintes ao lançamento de Uma, em 1941, Kurosawa procurou por uma história que ele poderia usar para sua carreira de diretor deslanchar. No fim de 1942, cerca de um ano depois do começo da guerra entre Japão e Estados Unidos, o romancista Tsuneo Tomita publicou um romance de judô inspirado em Miyamoto Musashi chamado Sanshiro Sugata, cujos anúncios intrigaram Kurosawa. Ele comprou o livro no dia de sua publicação, leu-o de uma vez e imediatamente pediu para o estúdio Toho garantir os direitos para o filme. O instinto inicial de Kurosawa provou estar correto, visto que, depois de alguns dias, três outros grandes estúdios japoneses também se ofereceram para comprar os direitos. A Toho venceu e Kurosawa começou a pré-produção em sua estreia como diretor.

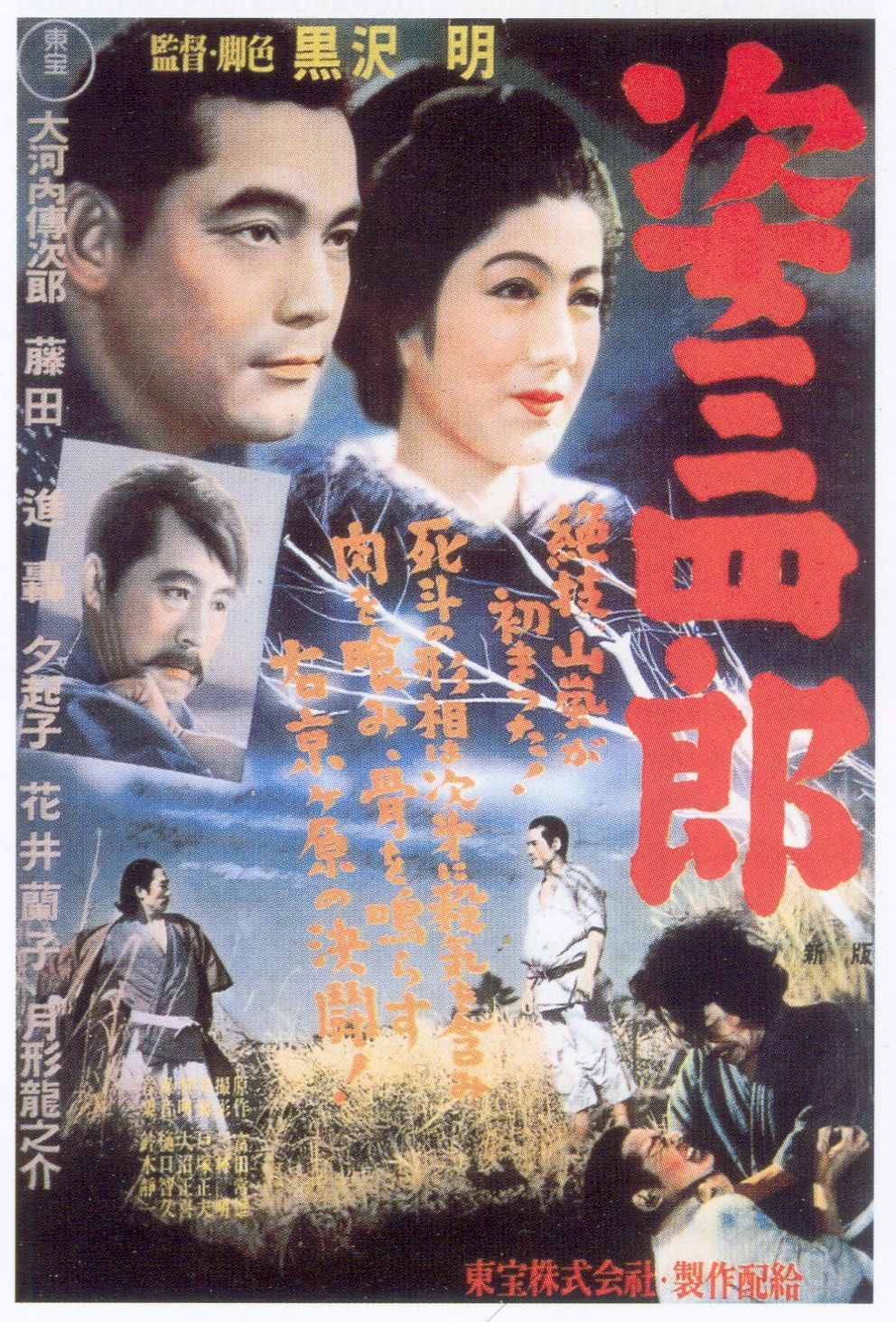
Pôster do filme de estreia do diretor japonês Akira Kurosawa, Sugata Sanshiro (1943). Embora não seja a entrada mais famosa do registro de produções de Kurosawa, o filme é visto como um exemplo prematuro da compreensão imediata do processo de filmagem do diretor, e inclui muitas de suas marcas registradas, como o uso de wipes (transições de imagens de uma cena para outra).

As filmagens de Sanshiro Sugata começaram em locações em Yokohama, em dezembro de 1942. A produção transcorreu tranquilamente, mas conseguir a aprovação do filme completo pelos censores era um outro assunto. A censura considerou a obra muito "britânico-americana" (uma acusação equivalente, na época, a uma acusação de traição) e foi somente com a intervenção do diretor Yasujiro Ozu, defensor do filme, que Sanshiro Sugata foi finalmente aceito para estrear em 25 de março de 1943. (Kurosawa tinha acabado de completar 33 anos). O filme tornou-se um sucesso da crítica e comercial. No entanto, o departamento de censura decidiu, mais tarde, cortar cerca de 18 minutos da produção, muito do que hoje é considerado perdido.
Ele, em seguida, tratou das operárias de fábricas no período da guerra em Ichiban utsukushiku, um filme de propaganda militar que ele filmou em um estilo de semi-documentário no começo de 1944. A fim de conseguir representações realistas de suas atrizes, o diretor as fazia viver em uma fábrica durante as filmagens, comer a comida da fábrica e se chamarem umas às outras pelos nomes de suas personagens. Ele usuária métodos semelhantes com seus atores por toda sua carreira
Durante a produção, a atriz que interpretava o papel de líder das operárias da fábrica, Yoko Yaguchi, foi escolhida pelas suas colegas para apresentar suas demandas ao diretor. Ela e Kurosawa estavam constantemente em conflito, e apesar disso, os dois, paradoxalmente, tornaram-se íntimos. Eles se casaram em 21 de maio de 1945, com Yaguchi aos dois meses de gravidez (ela nunca mais retomou sua carreira de atriz), e o casal permaneceria junto até sua morte em 1985. Eles teriam dois filhos: um menino, Hisao, nascido em 20 de dezembro de 1945, que trabalharia como produtor de alguns dos últimos projetos de seu pai, e Kazuko, nascida em 29 de abril de 1954, que se tornaria uma estilista.
Pouco antes de seu casamento, Kurosawa foi pressionado pelo estúdio contra sua vontade para dirigir uma sequência de seu filme de estreia. Zoku Sugata Sanshiro foi um filme descaradamente propagandístico que estreou em maio de 1945 e é geralmente considerado um de seus piores filmes.
Kurosawa decidiu escrever o roteiro de um filme que seria tanto amigável com a censura como uma produção de baixo custo. Tora no o wo fumu otokotachi, baseado na peça de kabuki Kanjinchō e estrelada pelo comediante Enoken, com quem Kurosawa trabalhou muitas vezes quando ele era diretor assistente, foi terminado em setembro de 1945. Nessa época, o Japão havia se rendido e a ocupação do país tinha começado. Os novos censores americanos interpretaram que os valores promovidos no filme eram excessivamente "feudais" e baniram a obra (Ele não seria lançado até 1952, o ano em que outro filme de Kurosawa, Ikiru, também foi lançado). Ironicamente, enquanto estava em produção, o filme já tinha sido atacado pelos censores japoneses do período em guerra como muito ocidentalizado e "democrático" (eles, particularmente, não gostaram do personagem interpretado por Enoken), então o filme provavelmente não seria visto nos cinemas mesmo se a guerra tivesse continuado, assim como depois da sua conclusão.

### Primeiras obras pós-guerra (1946–1950)
Com o fim da Guerra, Kurosawa, absorvendo os ideais democráticos da ocupação, buscou fazer filmes que iriam estabelecer um respeito renovado pelo indivíduo e sua consciência. Como o cinema norte-americano em ascensão absoluta, Akira teve de adaptar seus temas, chegou a declarar: "Os americanos são bem firmes nisso.... se quer ter um sucesso acima deles, seja como eles". O primeiro desses filmes Waga seishun ni kuinashi (1946) (Sem arrependimentos de nossa juventude), inspirado pelo Incidente Takigawa e o caso de espionagem do período pré-guerra de Hotsumi Ozaki, ambos de 1933, criticava o regime do Japão pré-guerra por sua opressão política. Atipicamente para esse diretor, a personagem principal é uma mulher, Yukie (Setsuko Hara), nascida em uma família de classe média-alta, que questionava seus valores em uma época de crise política. O roteiro original teve de ser quase todo reescrito e, devido ao seu tema controverso (e porque a protagonista era uma mulher), a obra completa dividiu a crítica, mas, no entanto, ele conseguiu ganhar a aprovação do público, que transformou o título do filme ("Sem arrependimentos de...") em um bordão do pós-guerra.
Seu próximo filme, Subarashiki nichiyobi, estreou em julho de 1947. Esse é uma história de amor sentimental e relativamente descomplicado sobre um casal pobre do pós-guerra tentando aproveitar, no meio da devastação da Tóquio do pós-guerra, seu único dia de folga semanal. O filme carrega a influência de Frank Capra, D. W. Griffith e F. W. Murnau. Outro filme que estreou em 1947 com a participação de Kurosawa foi o filme de ação Ginrei no hate, dirigido por Senkichi Taniguchi e roteiro de Kurosawa. Ele marcou a estreia do intensivo e jovem ator Toshiro Mifune. Foi Kurosawa quem, com seu mentor Yamamoto, interveio para persuadir a Toho a contratar Mifune, durante uma audição na qual o jovem impressionou muito o diretor, mas conseguiu afastar a maioria dos outros julgadores.
Yoidore tenshi é frequentemente considerado a primeira grande obra do diretor. Apesar de o roteiro, assim como todos os trabalhos de Kurosawa dos tempos da ocupação, ter sido forçado a ser reescrito devido à censura americana, Kurosawa sentiu que este foi o primeiro filme no qual ele conseguiu se expressar livremente. É uma história realista de um médico que tenta salvar um gangster (yakuza) com tuberculose. Este foi também o primeiro filme do diretor com Toshiro Mifune, que iria interpretar papéis importantes em todos os dezesseis próximos filmes do diretor, exceto um (Ikiru). Apesar de Mifune não ter sido escalado como protagonista em Yoidore tenshi, sua performance explosiva como o gangster dominou tanto o filme que ele desviou o foco do personagem principal, o médico alcoólatra interpretado por Takashi Shimura, que já tinha aparecido em alguns filmes de Kurosawa.
Entretanto, Kurosawa não queria abafar a imensa vitalidade do jovem ator, e o personagem rebelde de Mifune conquistou o público do mesmo jeito que a postura desafiadora de Marlon Brando iria arrebatar o público alguns anos depois. O filme estreou em Tóquio em abril de 1948: aclamado pela crítica, foi escolhido pelo grupo de críticos da prestigiosa Kinema Junpo como o melhor filme do ano, o primeiro dos três filmes de Kurosawa a receber essa honra.
Akira Kurosawa, com o produtor Sojiro Motoki e seus amigos e diretores companheiros Kajiro Yamamoto, Mikio Naruse e Senkichi Taniguchi, formaram uma nova produtora independente chamada Eiga Geijutsu Kyōkai (Associação de Artes Cenográficas). Como obra de estreia dessa organização, e primeiro filme dos Estúdios Daiei, Kurosawa escolheu uma peça de teatro contemporânea escrita por Kazuo Kikuta e, junto com Taniguchi, adaptou-a para as telas. Em Shizukanaru ketto, Toshiro Mifune estrelou como um médico jovem idealista lutando contra a sífilis, uma tentativa deliberada feita por Kurosawa de não deixar o ator muito marcado com o papel de gângster. Lançado em março de 1949, foi um sucesso de bilheteria, mas é geralmente considerado um dos trabalhos menos empolgantes do diretor.
Seu segundo filme, de 1949, que também foi produzido pela Associação de Artes Cinematográficas e lançado pela Shintoho, foi Cão Danado. A mais célebre das obras de Kurosawa desse período, é um filme de detetive (talvez o primeiro filme japonês importante desse gênero) que explora o ambiente do Japão durante a recuperação dolorosa do pós-guerra através da história de um jovem detetive, interpretado por Mifune, e sua obsessão por sua pistola, roubada por um jovem pobre que a usa para roubar e matar. Adaptado de um romance não publicado de Kurosawa, com estilo de um de seus escritores favoritos, Georges Simenon, foi a primeira colaboração do diretor com o roteirista Ryuzo Kikushima, que mais tarde ajudaria a escrever o roteiro de outros oito filmes de Kurosawa. Uma sequência famosa e sem palavras, que dura mais de oito minutos, mostra o detetive disfarçado como um veterano empobrecido, vagando pelas ruas à procura do ladrão de sua arma; ele empregava vídeos de documentários reais de bairros de Tóquio devastados, filmados pelo amigo de Kurosawa, Ishiro Honda, o futuro diretor de Gojira (também conhecido como Godzilla).
Shubun (O Escândalo), lançado pela Shochiku em abril de 1950, foi inspirado pelas experiências pessoais negativas do diretor com a imprensa marrom japonesa. A obra é uma ambiciosa mistura de drama jurídico com filme sobre problemas sociais, que trata da liberdade de expressão e da responsabilidade pessoal, mas mesmo Kurosawa considera o produto acabado como dramaticamente sem foco e insatisfatório, assim como a maior parte da crítica.
No entanto, seria o segundo filme de Kurosawa, de 1950, Rashomon, que traria novos públicos para os seus filmes.

### Reconhecimento internacional (1950–1958)
Após terminar Shubun, Kurosawa foi abordado pelos Estúdios Daiei, que pediu ao diretor para fazer outro filme para eles. Kurosawa pegou um roteiro de um jovem roteirista aspirante, Shinobu Hashimoto (Eles mais tarde fariam nove filmes juntos). Era baseado no conto experimental Dentro de um Bosque, de Ryunosuke Akutagawa, que conta o assassinato de um samurai e o estupro de sua esposa de vários pontos de vistas diferentes e conflitantes. O diretor viu potencial no roteiro e, com a ajuda de Hashimoto, melhorou e expandiu e então entregou para a Daiei, que ficou feliz em aceitar o projeto dado o seu baixo custo.

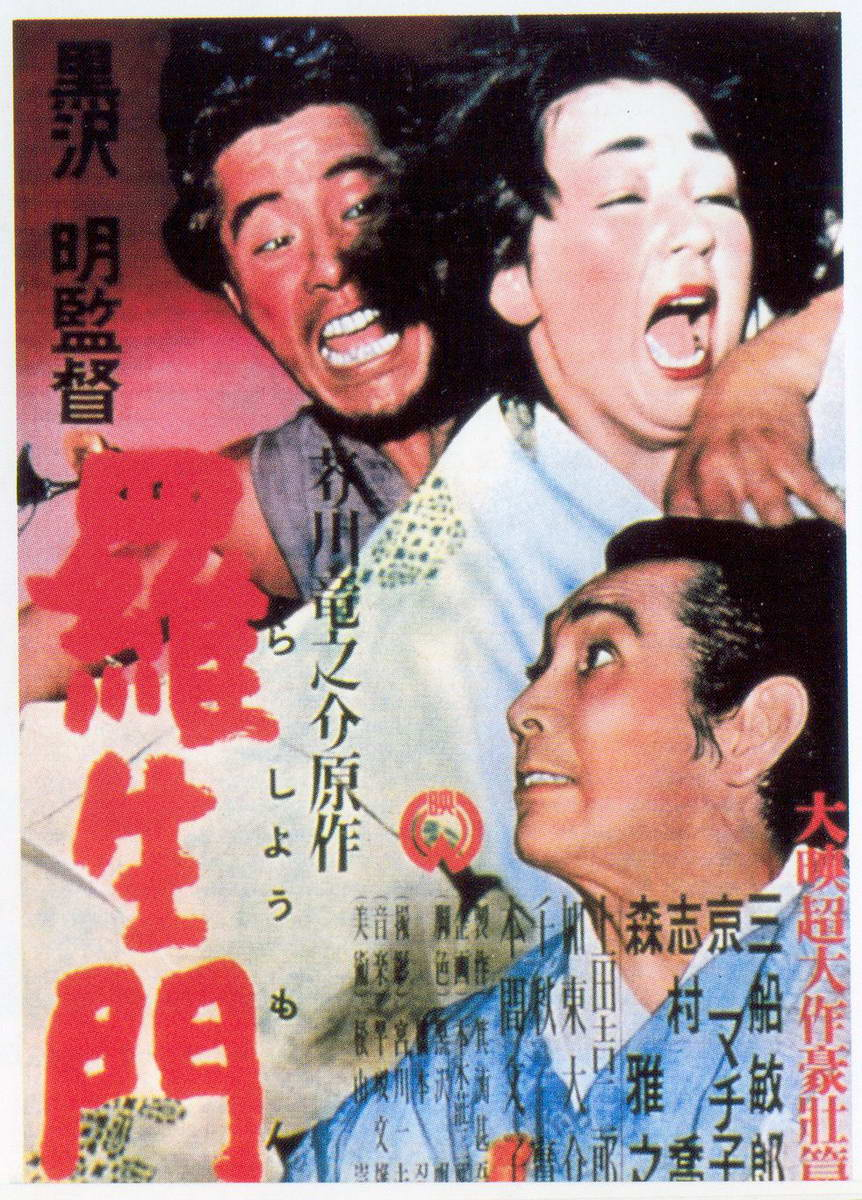
Pôster do longa Rashomon (1950). Rashomon introduziu Kurosawa e o Cinema do Japão às plateias do Ocidente, sendo este filme considerado uma de suas obras primas.

As filmagens de Rashomon começaram em 7 de julho de 1950 e, após extensivos trabalhos em locações nas florestas primitivas de Nara, foram concluídas em 17 de agosto. Apenas uma semana foi gasta com a pós-produção, prejudicada por um incêndio no estúdio, e o filme concluído estreou no Teatro Imperial de Tóquio em 25 de agosto, passando a ser exibido em rede nacional no dia seguinte. O filme recebeu críticas mornas, com muitos críticos perplexos pelo seu tema e tratamento único, mas foi, no entanto, um sucesso financeiro moderado para a Daiei.
O próximo filme de Kurosawa, produzido para a Shochiku, foi Hakuchi (O Idiota), uma adaptação do romance do escritor favorito do diretor, Fiódor Dostoiévski. O cineasta mudou o local da história da Rússia para Hokkaido, mas apesar disso, é muito fiel à versão original, fato visto por muitos críticos como prejudicial para a obra. Uma edição a mando do estúdio encurtou a versão original de Kurosawa de 265 minutos (quase quatro horas e meia) para apenas 166 minutos, tornando a narrativa extremamente difícil de seguir. É considerado atualmente um dos trabalhos de menos sucesso do diretor. As críticas da época foram muito negativas, mas o filme teve um relativo sucesso nas bilheterias, em grande parte devido à popularidade de uma de suas estrelas, Setsuko Hara.
Enquanto isso, sem o consentimento de Kurosawa, Rashomon foi inscrito no prestigioso Festival de Veneza, devido aos esforços de Giuliana Stramigioli, uma representante de uma empresa cinematográfica italiana no Japão, que viu e admirou o filme, convencendo a Daiei a apresentá-lo. Em 10 de setembro de 1951, Rashomon foi premiado com o mais alto prêmio do festival, o Leão de Ouro, chocando não somente a Daiei mas também o mundo cinematográfico internacional, que, nesse período, não conhecia a tradição dos filmes japoneses de época.
Depois que a Daiei, muito brevemente, exibiu uma versão legendada do filme em Los Angeles, a RKO Pictures comprou os direitos de distribuição de Rashomon nos Estados Unidos. A empresa fez uma aposta ambiciosa. Tinha lançado apenas um filme legendado no mercado americano e o único filme falado japonês lançado comercialmente em Nova Iorque foi a comédia de Mikio Naruse, Tsuma yo bara no yō ni, em 1937: um fracasso de crítica e de público. Entretanto, a execução comercial de Rashomon, muito ajudada por boas resenhas de críticos e até mesmo do colunista Ed Sullivan, teve muito sucesso (Ele ganhou 35 mil dólares nas primeiras três semanas em um único cinema em Nova Iorque, um valor quase inédito na época). Esse sucesso, por sua vez, levou a uma moda nos Estados Unidos de filmes japoneses por toda a década de 1950, substituindo o entusiasmo pelo cinema neorrealista italiano (O filme também foi lançado por outras distribuidoras na França, Alemanha Ocidental, Dinamarca, Suécia e Finlândia). Entre os cineastas japoneses cujos trabalhos começaram a ganhar prêmios em festivais e distribuição comercial no Ocidente estavam Kenji Mizoguchi (Saikaku ichidai onna, Ugetsu monogatari, Sanshō Dayū) e, um pouco mais tarde, Yasujiro Ozu (Tokyo Monogatari, Sanma no Aji) – artistas altamente respeitados no Japão, mas, antes desse período, quase totalmente desconhecidos no Ocidente. Gerações posteriores de cineastas japoneses que conseguiram aclamação fora do Japão – de Nagisa Oshima e Shohei Imamura a Juzo Itami, Takeshi Kitano e Takashi Miike – foram capazes de passar pela porta a qual Kurosawa foi o primeiro a abrir.
Com sua carreira impulsionada pela súbita fama internacional, Kurosawa, agora de volta com seu estúdio de filmes original, a Toho (que iria produzir os seus próximos onze filmes), começou a trabalhar em seu novo projeto, Ikiru. A estrela do filme era Takashi Shimura, que interpretava Watanabe, um burocrata de Tóquio com câncer em uma busca por significados antes de sua morte. Para o roteiro, Kurosawa trouxe Hashimoto, bem como o escritor Hideo Oguni, que iria co-escrever doze filmes com Kurosawa. Apesar do assunto sombrio da obra, os roteiristas adotaram uma abordagem satírica, que alguns compararam com o trabalho de Bertolt Brecht, devido ao mundo burocrático de seu herói e a colonização cultural americana do Japão (Músicas populares americanas aparecem muito no filme). Devido a essa estratégia, os cineastas são normalmente creditados por salvar o filme de ser sentimental em excesso, comum a dramas sobre personagens com doenças terminais. Ikiru foi lançado em outubro de 1952 aclamado pela crítica – ele deu a Kurosawa seu Segundo prêmio de melhor filme da Kinema Junpo – e foi um grande sucesso de bilheteria. É ainda considerado como o mais aclamado de todos os filmes da era moderna.

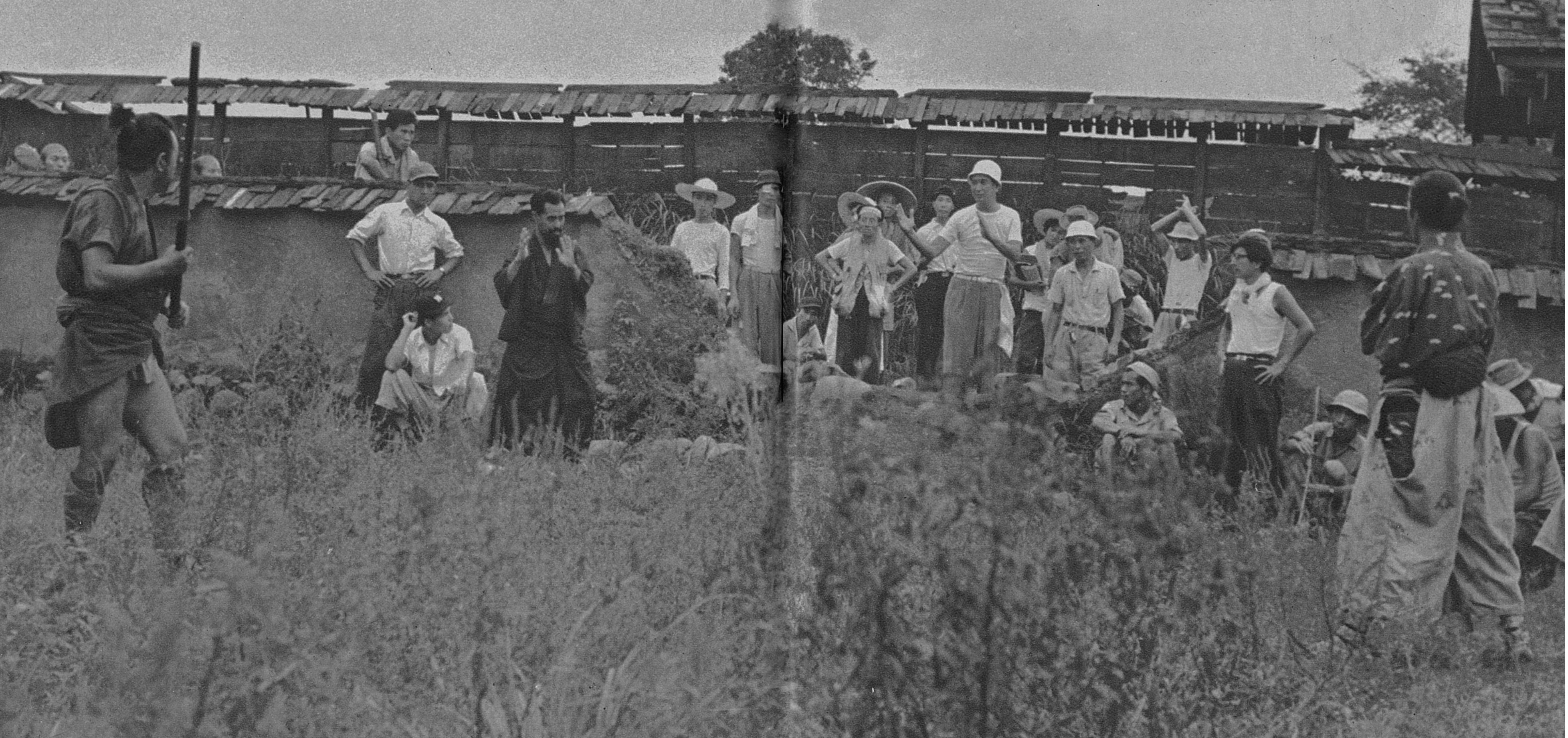
Cena das filmagens de Os Sete Samurais em dezembro de 1953.

Em dezembro de 1952, Kurosawa levou os seus roteiristas de Ikiru, Shinobu Hashimoto e Hideo Oguni, para morarem quarenta e cinco dias em uma pousada a fim de criar o roteiro de seu novo filme, Os Sete Samurais. Essa obra foi o primeiro filme de samurai propriamente dito, o gênero pelo qual ele se tornaria mais famoso. À simples história, sobre uma vila de fazendeiros pobres no período Sengoku, que contrata um grupo de samurais para defendê-los contra um ataque iminente de bandoleiros, foi dado um completo tratamento épico, com um grande elenco (consistindo na maioria de veteranos das produções anteriores de Kurosawa) e ação meticulosamente detalhada, estendendo-se por quase três horas e meia de duração.
Três meses foram gastos na pré-produção e um mês nos ensaios. As filmagens levaram 148 dias espalhados por quase um ano, interrompida por problemas de produção e financeiros e de saúde de Kurosawa. O filme finalmente foi lançado em abril de 1954, meio ano depois da data de estreia original e quase três vezes acima de seu orçamento, tornando-o, na época, o filme japonês mais caro já feito (no entanto, pelos padrões de Hollywood, era uma produção de orçamento modesto, mesmo para aquela época). O filme recebeu uma reação positiva dos críticos e se tornou um grande sucesso, rapidamente retornando o dinheiro investido nele e fornecendo estúdio um produto que eles poderiam, e fizeram, lançar internacionalmente – apesar de grandes edições. Com o passar do tempo – e com os lançamentos nos cinemas e em vídeo da versão sem cortes – sua reputação cresceu continuamente. É hoje considerado por alguns comentaristas como o melhor filme japonês de todos os tempos e, em 1979, uma pesquisa com críticos de filmes também o elegeram como o melhor filme japonês já feito.
Em 1954, testes nucleares no Pacífico estavam causando chuvas radioativas no Japão (o único país a ser vítima de um bombardeio atômico) e um incidente particular em março expôs um barco de pesca japonês à cinza nuclear, com resultados desastrosos. É nesta atmosfera preocupante que o próximo filme de Kurosawa, Ikimono no Kiroku, foi concebido. A história trata de um dono de uma fábrica idoso (Toshiro Mifune) tão preocupado com a possibilidade de um ataque nuclear que ele se determina a se mudar com toda a sua grande família (legal e extraconjugal) para uma fazenda no Brasil, lugar que ele imagina ser seguro. A produção transcorreu muito mais suavemente que o filme anterior do diretor, mas alguns dias antes das filmagens terminar, o compositor, colaborador e amigo íntimo de Kurosawa, Fumio Hayasaka, faleceu (de tuberculose) com 41 anos. A trilha do filme foi finalizada pelo estudante de Hayasaka, Masaru Sato, que iria compor as trilhas dos seus oito próximos filmes. Ikimono no kiroku foi lançado em novembro de 1955, com críticas divididas e reações mudas do público, tornando-se o primeiro filme de Kurosawa a dar prejuízo durante a sua exibição nos cinemas. Atualmente, é considerado por muitos um dos melhores filmes a lidar com os efeitos psicológicos da ameaça nuclear global.
O próximo projeto de Kurosawa, Kumonosu-jō (Trono Manchado de Sangue), uma adaptação luxuosa de Macbeth, de William Shakespeare – que ocorre, como em Os Sete Samurais, no período Sengoku – representava uma transposição ambiciosa da obra inglesa em um contexto asiático. Kurosawa instruiu sua atriz principal, Isuzu Yamada, a considerar a obra como se fosse uma versão cinematográfica de um clássico literário japonês, e não europeu. Adequadamente, a atuação dos atores, em particular de Yamada, inspirou-se fortemente nas técnicas estilizadas do teatro noh. Foi filmado em 1956 e lançado em janeiro de 1957 tendo uma resposta no cenário doméstico menos negativa do que teve o filme anterior do diretor. No exterior, Kumonosu-jo, independentemente das liberdades em relação ao material de origem, rapidamente ganhou um lugar entre as mais célebres adaptações de Shakespeare.
Outra adaptação de uma obra clássica europeia se seguiu quase imediatamente, com a produção de Donzoko (Ralé), baseado na peça de Máximo Gorki, que teve lugar entre maio e junho de 1957. Contrastando com o alcance gigantesco de Kumonosu-jo, Donzoko foi filmado em apenas dois locais fechados, a fim de enfatizar a natureza restrita das vidas dos personagens. Embora fiel à peça, a adaptação do material russo para um cenário completamente japonês – nesse caso, o final do período Edo – diferentemente do anterior O Idiota, foi considerado, artisticamente, um sucesso. O filme estreou em setembro de 1957, recebendo críticas divergentes assim como foi com Kumonosu-jo. No entanto, alguns críticos o classificam como uma das obras mais subestimadas do diretor.
Os três filmes que Akira Kurosawa gravou depois de Os Sete Samurais não conseguiram cativar o público japonês do mesmo jeito que aquele filme conseguiu. O clima das obras do cineasta foram se tornando pessimista e obscuro, com a possibilidade de redenção através da responsabilidade pessoal, agora, muito questionada, especialmente em Kumonosu-jo e Donzoko. Ele reconheceu esse fato e deliberadamente buscou um filme mais leve e divertido para sua próxima produção, enquanto se adaptava para o novo formato widescreen que estava ganhando popularidade no Japão. O resultado, Kakushi toride no san akunin (A Fortaleza Escondida), é um filme de comédia e aventura sobre uma princesa medieval, seu general leal e dois camponeses que precisavam viajar através das linhas inimigas a fim de voltarem para sua região de origem. Lançado em dezembro de 1958, Kakushi toride no san akunin tornou-se um enorme sucesso de bilheteria no Japão e foi bem recebido pelos críticos. Hoje, é considerado uma das obras de menos peso de Kurosawa, embora permaneça popular, sobretudo porque é uma das grandes influências (como o próprio George Lucas confessou) da space opera, de 1977, imensamente popular de Lucas, Star Wars.

### Nascimento de uma companhia e o fim de uma era (1959-1965)
A partir de Rashomon, as produções de Kurosawa foram gradativamente tendo maior alcance assim como o orçamento disponível para o diretor. Os Estúdios Toho, preocupado com esse desenvolvimento, sugeriu que ele poderia ajudar financeiramente com suas obras, além de diminuir as perdas potenciais do estúdio, ao mesmo tempo que lhe permitia mais liberdade artística como coprodutor. Kurosawa concordou e a Companhia de Produção Kurosawa foi fundada em abril de 1959, com a Toho como maior acionista.
Apesar de agora ele estar arriscando seu próprio dinheiro, Kurosawa escolheu uma história mais diretamente ligada às elites econômicas e políticas japonesas que seus trabalhos anteriores. Homem Mau Dorme bem, baseado em um roteiro do sobrinho de Kurosawa, Mike Inoue, é um drama de vingança sobre um jovem que sobe na hierarquia de uma empresa japonesa corrupta com a intenção de expor o homem responsável pela morte de seu pai. Seu tema se mostrou atual: enquanto o filme estava em produção, demonstrações em massa ocorreram contra o novo Tratado de Segurança EUA-Japão, que era visto por muitos japoneses, principalmente os jovens, como uma ameaça à democracia do país pois dava muito poder às corporações e aos políticos. O filme estreou em setembro de 1960 com uma reação positiva da crítica e um sucesso modesto de bilheteria. A sequência de abertura de 25 minutos, mostrando a recepção de um casamento corporativo interrompido por repórteres e policiais (que prendem um executivo por corrupção), é considerado por muitos como uma das cenas mais habilmente executadas por Kurosawa, mas o restante do filme é muitas vezes considerado desapontante, por comparação. O filme também foi criticado por empregar o herói Kurosawano convencional para combater um mal social que não pode ser resolvido pelas ações do indivíduo, apesar de corajoso e astuto.
Yojimbo (Yojimbo, o guarda costas), o segundo filme da produtora de Kurosawa, trata de um samurai sem mestre, Sanjuro, que caminha por uma vila do século XIX dominada por duas facções opostas violentas e as provoca para se destruírem uma a outra. O diretor usou esta obra para lidar com muitas convenções do gênero, principalmente do cinema western, enquanto ao mesmo tempo oferecia um retrato gráfico inédito da violência (para as telas japonesas). Alguns comentaristas viram no personagem Sanjuro desse filme uma figura fantasiosa que magicamente reverte o triunfo histórico da classe corrupta dos mercantes sobre a classe samurai. Com Tatsuya Nakadai em seu primeiro grande papel em um filme de Kurosawa, e com a fotografia inovadora de Kazuo Miyagawa (que filmou Rashomon) e Takao Saito, o filme foi lançado em abril de 1961 e foi um tremendo sucesso de bilheteria, gerando mais lucro que qualquer outro filme anterior de Kurosawa. A reação dos críticos também foi positiva e o filme se tornou uma grande influência do gênero no Japão, dando início a uma nova era de filmes ultraviolentos de samurai, conhecidos como "filmes cruéis" (zankoku eiga). O filme e seu humor negro também foram muito copiados no exterior – Por Um Punhado de Dólares de Sergio Leone foi um remake cena-a-cena (não autorizado) – mas muitos concordam que a versão original de Kurosawa foi superior às imitações.
Após o sucesso de Yojimbo, Kurosawa se encontrou sobre pressão da Toho para criar uma sequência. Kurosawa se virou para um roteiro escrito antes de Yojimbo, revisando-o para incluir o herói do filme anterior. Sanjuro foi o primeiro de três filmes de Kurosawa a serem adaptados da obra do escritor Shugoro Yamamoto (os outros seriam Akahige e Dodeskaden). É mais leve e mais perto de um filme convencional para a época do que Yojimbo, embora a história de uma luta de poder dentro de um clã samurai é retratada com tons fortemente cômicos. O filme estreou em 1 de janeiro de 1962, rapidamente ultrapassando o sucesso de bilheteria de Yojimbo, e conseguindo resenhas positivas.
Kurosawa, no entanto, instruiu a Toho a comprar os direitos para filmar King's Ransom, um romance sobre um sequestro escrito por um autor e roteirista americano chamado Evan Hunter, sob o pseudônimo de Ed McBain, como um de seus livros policiais da série 87th Precinct. O diretor pretendia criar uma obra que condenasse o sequestro, que era considerado por ele um dos piores crimes que existem. O filme de suspense, intitulado Tengoku to jigoku (Céu e Inferno), foi filmado durante a segunda metade de 1962 e lançado em março de 1963. Ele quebrou o recorde de bilheteria de Kurosawa (o terceiro filme seguido a conseguir tal feito), tornou-se o filme japonês de melhor bilheteria do ano e ganhou críticas elogiosas. Entretanto, seu triunfo foi um pouco apagado quando, ironicamente, o filme passou a ser culpado por uma série de sequestros que ocorriam no Japão nesta época (ele mesmo recebeu ameaças de sequestro direcionadas à sua filha mais nova, Kazuko). Embora não muito conhecido nos dias de hoje, Tengoku to jigoku é considerado por muitos comentaristas como um dos melhores trabalhos do diretor.
Kurosawa rapidamente se concentrou em seu próximo projeto, O Barba Ruiva. Baseado em uma coleção de pequenas histórias de Shugoro Yamamoto e incorporando elementos do romance de Dostoiévski Humilhados e Ofendidos, é um filme de época sobre uma clínica para pobres em meados dos século XIX, no qual os temas humanistas de Kurosawa recebem, talvez, seu melhor tratamento. Um vaidoso e materialista jovem médico estrangeiro, Yasumoto, é forçado a se tornar um estagiário na clínica sob a tutela severa do Doutor Niide, conhecido como "Akahige" ("Barba Ruiva"), interpretado por Mifune. Apesar de inicialmente ele resistir ao Barva Ruiva, Yasumoto aos poucos passa a admirar sua sabedoria e coragem, tratando com compaixão e dignidade os pacientes da clínica, os quais no começo ele desprezava.
Yuzo Kayama, que interpreta Yasumoto, era uma estrela do cinema e da música extremamente popular na época, principalmente por sua série de comédia musical, "Jovem Rapaz" (Wakadaishō), então assinar com ele para aparecer no filme virtualmente garantia ao Kurosawa uma grande bilheteria. As filmagens, as mais longas do cineasta, duraram bem mais de um ano (depois de cinco meses de pré-produção) e terminou na primavera de 1965, deixando o diretor, sua equipe e os atores exaustados. Barba Ruiva estreou em abril de 1965, tornando-se a produção japonesa mais lucrativa do ano e o terceiro filme (e último) de Kurosawa a alcançar o topo da prestigiosa pesquisa anual com os críticos da Kinema Jumpo. Ele permanece como uma das obras mais conhecidas e amadas de Kurosawa em seu país nativo. Fora do Japão, os críticos ficaram muito mais divididos. A maioria dos comentaristas admitiu os seus méritos técnicos e alguns o consideraram como um dos melhores trabalhos de Kurosawa, enquanto outros insistiam que faltava complexidade e poder narrativo genuíno, com mais uns outros afirmando ainda que ele representa um recuo do antigo compromisso do artista com as mudanças sociais e políticas.
O filme marcou o fim de uma era para o seu criador. O próprio diretor reconheceu isto na época da estreia, contando ao crítico Donald Richie que um ciclo havia acabado de chegar ao fim e que seus futuros filmes e métodos de produção seriam diferentes. Sua previsão se provou bastante precisa. No final da década de 1950, a televisão gradativamente estava dominando o tempo de lazer do grande público do cinema japonês. E, como os lucros das companhias cinematográficas caíram, seu apetite por risco também – principalmente o risco representado pelos métodos de produção custosos de Kurosawa.
Barba Ruiva também marcou o ponto médio, cronologicamente, na carreira do artista. Durante seus primeiros vinte e nove anos na indústria cinematográfica (que incluía seus cinco anos como diretor assistente), ele tinha dirigido vinte e três filmes, enquanto durante os outros vinte e oito anos, por muitas e complexas razões, ele iria completar apenas mais sete. Além disso, por razões nunca adequadamente explicadas, Barba Ruiva seria o último filme com participação de Toshiro Mifune. Yu Fujiki, um ator que trabalhou em Donzoko, observou, quanto à proximidade dos dois homens no set de filmagens: "O coração do Sr. Kurosawa estava no corpo do Sr. Mifune". Donald Richie descreveu a relação entre eles como uma "simbiose" única. Praticamente todos os críticos concordam que o período mais vigoroso da carreira de Kurosawa foi entre 1950 e 1965 – marcado por Rashomon e Barba Ruiva – e não é coincidência que sua frase corresponde quase exatamente a época que ele e Mifune trabalhavam juntos.

### Turnê em Hollywood (1966–1968)
Quando o contrato de exclusividade de Kurosawa com a Toho terminou em 1966, o diretor, que estava com 56 anos, estava pensando seriamente em mudanças. Observando o estado problemático em que se encontrava a indústria cinematográfica doméstica, e já tendo recebido dezenas de ofertas do exterior, a ideia de trabalhar fora do Japão o atraiu como nunca antes.
Para seu primeiro projeto no exterior, Kurosawa escolheu uma história baseada em um artigo da revista Life. O thriller de ação da Embassy Pictures, a ser filmado em inglês e chamado de Runaway Train, seria o seu primeiro filme a cores. No entanto, a barreira linguística se provou ser um grande problema, e a versão em inglês do roteiro sequer chegou a ser finalizada na época que as filmagens deveriam começar, no outono de 1966. As filmagens, que requeriam neve, foram mudadas para o outono de 1967, e então canceladas em 1968. Quase vinte anos depois, outro estrangeiro trabalhando em Hollywood, Andrei Konchalovsky, iria finalmente fazer Runaway Train, embora a partir de um roteiro totalmente diferente do de Kurosawa.
O diretor, enquanto isso, estava envolvido em um projeto muito mais ambicioso em Hollywood. Tora! Tora! Tora!, produzido pela 20th Century Fox e a produtora de Kurosawa, iria ser um retrato do ataque japonês a Pearl Harbor tanto do ponto de vista americano como do ponto de vista japonês, com Kurosawa cuidando da metade japonesa e um cineasta falante de inglês dirigindo a parte americana. Ele gastou alguns meses trabalhando no roteiro com Ryuzo Kikushima e Hideo Oguni, mas logo o projeto começou a desandar. O diretor escolhido para filmar as sequências americanas não seria o prestigioso cineasta David Lean, como os produtores levaram Kurosawa a acreditar, mas o muito menos célebre Richard Fleischer. O orçamento também foi cortado, e o tempo na tela alocado para a parte japonesa iria, agora, durar menos de 90 minutos – um grande problema, considerando que o roteiro de Kurosawa durava quatro horas. Após inúmeras revisões, um roteiro mais ou menos finalizado ficou pronto em maio de 1968. As filmagens começaram no começo de dezembro, mas Kurosawa duraria apenas um pouco mais de três semanas como diretor. Ele insistiu para não trabalhar com uma equipe desconhecida por ele e as exigências de uma produção hollywoodiana, ao mesmo tempo em que seus métodos de trabalho deixavam os produtores perplexos, que finalmente concluíram que o diretor deveria estar mentalmente doente. Na véspera do natal de 1968, os americanos anunciaram que Kurosawa deixou a produção devido à "fadiga", efetivamente demitindo-o (Ele acabou sendo substituído, para as sequências japonesas do filme, por dois diretores, Kinji Fukasaku e Toshio Matsuda.)
Tora! Tora! Tora!, finalmente lançado com críticas pouco empolgantes em setembro de 1970, foi, como dito por Donald Richie, uma "tragédia quase absoluta" na carreira de Kurosawa. Ele havia gasto anos de sua vida em um projeto de pesadelo logístico para o qual, no final, ele não contribuiu nem um pouco pelo filme criado por ele mesmo (Ele teve seu nome removido dos créditos, apesar de o roteiro usado para a parte japonesa ter sido feita por ele e seus co-roteiristas). Ele se afastou de seu colaborador de longa data, o escritor Ryuzo Kikushima, e nunca mais trabalhou com ele outra vez. O projeto também expôs a corrupção em sua própria produtora (uma situação reminiscente de seu próprio filme, Homem Mau Dorme Bem). Sua própria sanidade foi questionada. O pior de tudo, a indústria cinematográfica japonesa – e talvez ele próprio – começou a suspeitar que ele nunca mais iria fazer outro filme.

### Uma década difícil (1969–1977)
Sabendo que sua reputação estava em jogo depois do fracasso muito publicado de Tora! Tora! Tora!, Kurosawa rapidamente se moveu para outro projeto para provar que ele ainda era competente. Em sua ajuda vieram os amigos e diretores famosos Keisuke Kinoshita, Masaki Kobayashi e Kon Ichikawa, que juntos com Kurosawa fundaram em julho de 1969 uma companhia produtora chamada o Clube dos Quatro Cavaleiros (Yonki no Kai). Embora o plano fosse que cada um dos quatro diretores criasse um filme, especula-se que o real motivo para trazer os outros três diretores era que tornaria mais fácil para Kurosawa concluir um filme com sucesso e, então, encontrar seu caminho de volta para os negócios.
O primeiro projeto proposto e trabalhado foi um filme de época chamado Dora-Heita, mas quando ele foi considerado muito caro, a atenção se voltou para Dodesukaden, uma adaptação de outra obra de Shugoro Yamamoto, novamente sobre os pobres e desamparados. O filme foi gravado rapidamente (pelos padrões de Kurosawa) em cerca de nove semanas, com Kurosawa determinado a mostrar que ele ainda era capaz de trabalhar rápida e eficientemente dentro de um orçamento limitado. Para a sua primeira obra em cores, a edição dinâmica e as composições complexas de seus filmes anteriores foram deixadas de lado, com o artista se focando na criação de paleta de cores primárias fortes, quase surreais, a fim de revelar o ambiente tóxico em que os personagens viviam. Ele foi lançado no Japão em outubro de 1970 e, apesar de um pequeno sucesso de crítica, foi recebido com indiferença pelo público. O filme deu prejuízo e ocasionou a dissolução do Clube dos Quatro Cavaleiros. A recepção inicial no exterior foi mais favorável, mas Dodesukaden desde aquela época vem sendo considerada um experimento interessante não comparável com as melhores obras do diretor.
Incapaz de assegurar recursos para mais obras e alegando sofrer problemas de saúde, Kurosawa aparentemente atingiu o fundo do poço: em 22 de dezembro de 1971, ele cortou seus pulsos e garganta múltiplas vezes. A tentativa de suicídio não teve sucesso e a saúde do diretor foi recuperada rapidamente, com Kurosawa agora se refugiando na vida doméstica, incerto se ele voltaria a dirigir outro filme.
No começo de 1973, o estúdio soviético Mosfilm abordou o cineasta para lhe perguntar se estaria interessado em trabalhar com eles. Kurosawa propôs uma adaptação de Dersu Uzala, uma obra autobiográfica do explorador Vladimir Arsenyev. O livro, sobre caçadores do povo Nani que vivem em harmonia com a natureza até ser destruída pela civilização invasora, era um filme que ele desejava fazer desde a década de 1930. Em dezembro de 1973, Kurosawa, com 63 anos, partiu para a União Soviética com quatro de seus assessores mais próximos para uma estadia de um ano e meio no país. As filmagens começaram em maio de 1974 na Sibéria, sendo que as filmagens em condições naturais extremamente severas se provaram difíceis e desafiadoras. O filme foi concluído em abril de 1975, com um Kurosawa completamente exausto e saudoso, retornando ao Japão e sua família em junho. Dersu Uzala teve sua estreia mundial no Japão em 2 de agosto de 1975 e foi bem nas bilheterias. Enquanto a recepção dos críticos no Japão foi neutra, o filme foi melhor recebido no exterior, ganhando um Prêmio de Ouro no Festival de Moscou e um Oscar de melhor filme estrangeiro. Ainda hoje, os críticos se mantêm divididos sobre o filme: alguns o veem como um exemplo do declínio artístico de Kurosawa, enquanto outros o consideram um dos seus melhores trabalhos.
Apesar de ter recebido propostas de projetos para a televisão, ele não tinha nenhum interesse em trabalhar fora do mundo cinematográfico. No entanto, o diretor, que bebia bastante, concordou em aparecer em uma série de propagandas para a televisão para o whiskey Suntory, que foi ao ar em 1976. Apesar de temer que ele poderia nunca mais ser capaz de fazer outro filme, o diretor continuou trabalhando em vários projetos, escrevendo roteiros e criando ilustrações detalhadas, com a intenção de deixar um registro visual de seus planos no caso de ele nunca poder filmar suas histórias.

### Dois épicos (1978–1986)
Em 1977, o diretor George Lucas lançou Star Wars Episódio IV: Uma Nova Esperança, um filme de ficção científica de grande sucesso, influenciado por Kakushi toride no san akunin, dentre outras obras de Akira Kurosawa. Lucas, assim como muitos outros diretores da Nova Hollywood reverenciavam Kurosawa e o consideravam um ídolo, e ficaram chocados quando descobriram que o cineasta japonês não estava conseguindo apoio financeiro para suas obras. Os dois se encontraram em San Francisco em julho de 1978 para discutir qual projeto Kurosawa considerava mais viável: Kagemusha, a história épica de um ladrão contratado por um senhor feudal de um grande clã. Lucas, encanto com o roteiro e as ilustrações de Kurosawa, aproveitou-se de sua influência sobre a 20th Century Fox para convencer o estúdio que havia demitido Kurosawa dez anos antes a produzir Kagemusha, então recrutando um outro fã, Francis Ford Coppola, como coprodutor.
A produção começou em abril do ano seguinte, com Kurosawa muito animado. As filmagens duraram de junho de 1979 a março de 1980 e foi atormentado por problemas, não menos do que foi a demissão do ator principal, Shintaro Katsu – criador do personagem Zatoichi, que era muito popular – devido a um incidente e quem o ator insistiu, contra a vontade do diretor, em gravar em vídeo sua própria performance (Ele foi substituído por Tatsuya Nakadai, em seu primeiro de dois papéis principais consecutivos em filmes de Kurosawa). O filme foi completado com algumas semanas de atraso e foi lançado em Tóquio, em abril de 1980. Ele rapidamente se tornou um grande sucesso de massas no Japão. Ele também obteve sucesso de crítica e de bilheteria no exterior, ganhando a cobiçada Palma de Ouro do Festival de Cinema de Cannes, em maio, apesar de alguns, até hoje, criticarem o filme por sua frieza. Kurosawa gastou a maior parte do resto do ano na Europa e América promovendo Kagemusha, colecionando prêmios e elogios, e exibindo desenhos que ele havia feito para servir como storyboards para o filme.
O sucesso internacional de Kagemusha permitiu Kurosawa a continuar com seu novo projeto, Ran, outro épico de estilo similar. O roteiro, parcialmente baseado no Rei Lear de William Shakespeare, mostra um daimyo (senhor feudal) cruel e sanguinário, interpretado por Tatsuya Nakadai, que, após tolamente banir seu filho leal, entrega o reino aos seus outros dois filhos, que o traem, assim levando o reino inteiro para a guerra. Como os estúdios japoneses ainda estavam receosos em produzir outro filme que figuraria entre os mais caros já feitos no país, a ajuda internacional foi necessária mais uma vez. Dessa vez ela veio do produtor francês Serge Silberman, que havia produzido os últimos filmes de Luis Buñuel. As filmagens não começaram antes de dezembro de 1983 e duraram mais de um ano.
Em janeiro de 1985, a produção de Ran foi interrompida pois a esposa de Kurosawa, com 64 anos, ficou doente. Ela morreu em 1 de fevereiro. Kurosawa voltou para terminar seu filme e Ran estreou no Festival de Filmes de Tóquio em 31 de maio, com uma grande estreia no dia seguinte. O filme teve um sucesso financeiro moderado no Japão, mas um grande no exterior e, assim como ele fez com Kagemusha, Kurosawa embarcou para a Europa e América, onde ele compareceu as estreias do filme em setembro e outubro.
Ran ganhou alguns prêmios no Japão, mas não foi tão prestigiado lá como muitos de seus melhores filmes nas décadas de 1950 e 1960. O mundo cinematográfico ficou chocado, no entanto, quando o Japão escolheu outro filme para ser o concorrente oficial do país no Oscar de melhor filme estrangeiro. O produtor e o próprio Kurosawa atribuíram isto a um mal entendido: por causa das regras arcanas da Academia, ninguém estava certo se Ran se qualificava como um filme japonês ou um filme francês (devido ao seu financiamento) ou ambos, então ele não foi submetido de nenhum jeito. Em respostas para o que parecia ser uma afronta flagrante de seus próprios compatriotas, o diretor Sidney Lumet conduziu uma campanha que obteve sucesso para Kurosawa receber uma indicação para o Oscar de melhor diretor daquele ano (Sydnei Pollack no final ganhou o prêmio por dirigir Out of Africa). A figurinista de Ran, Emi Wada, ganhou o único Oscar do filme.
Kagemusha e Ran, principalmente o segundo, são ambos considerados uns dos melhores trabalhos de Kurosawa. Após a estreia de Ran, Kurosawa o indicaria como seu melhor filme, uma grande mudança de atitude do diretor que, quando perguntado qual dos seus trabalhos era o melhor, sempre respondia "o meu próximo".

### Obras finais e últimos anos (1987–1998)
Para o seu próximo filme, Kurosawa escolheu um assunto muito diferente de qualquer outro de que ele já tratou. Enquanto alguns de seus filmes anteriores (por exemplo, Yoidore tenshi e Kagemusha) incluíram breves sequências de sonhos, Sonhos seria baseado inteiramente nos sonhos do próprio diretor. Significantemente, pela primeira vez em mais de quarenta anos, Kurosawa, para esse projeto profundamente pessoal, escreveu o roteiro sozinho. Apesar de seu orçamento estimado ser menor que dos seus filmes mais recentes, os estúdios japoneses ainda não estavam confiantes em voltar a trabalhar com suas produções, então Kurosawa foi atrás de outro famoso fã americano, Steven Spielberg, que convenceu a Warner Bros. a comprar os direitos internacionais para o filme completo. Isso tornou mais fácil para o filho de Kurosawa, Hisao, que era co-produtor e futuro líder da Produtora de Kurosawa, negociar um empréstimo no Japão que cobriria os custos de produção do filme. As filmagens levaram mais de oito meses para serem completadas, e Sonhos estreou em Cannes em maio de 1990 com uma recepção polida mas muda, semelhante à reação que o filme geraria em outros lugares do mundo.
Kurosawa, agora, se focou em uma história mais convencional com Hachi-gatsu no kyôshikyoku – o primeiro filme do diretor inteiramente produzido no Japão desde Dodeskaden, a mais de vinte anos atrás – que explorava as feridas do bombardeamento nuclear que destruiu Nagasaki no final da Segunda Guerra Mundial. Ela foi adaptada de um romance de Kiyoko Murata, mas as referências do filme ao bombardeamento de Nagasaki vieram mais do diretor do que do livro. Esse foi o seu único filme a incluir um papel para uma estrela americana: Richard Gere, que interpreta um pequeno papel como o sobrinho da heroína idosa. As filmagens ocorreram no começo de 1991, com o filme estreando em 25 de maio daquele ano com uma reação amplamente negativa dos críticos, especialmente nos Estados Unidos, onde o diretor foi acusado de propagar ingenuamente sentimentos antiamericanos.
Kurosawa logo começou seu próximo projeto: Madadayo, ou Ainda Não. Baseado em ensaios autobiográficos de Hyakken Uchida, o filme trata da vida de um professor japonês de alemão na Segunda Guerra Mundial e depois. A narrativa foca nas festas de aniversário anuais com seus antigos estudantes, durante o qual o protagonista declara relutância em morrer – um tema que estava se tornando gradativamente relevante para o criador do filme, que tinha 81 anos. As filmagens começaram em fevereiro de 1992 e terminaram no final de setembro. Estreou em 17 de abril de 1993 e foi recebido com uma reação ainda mais desapontante que seus últimos dois trabalhos.
Kurosawa, no entanto, continuou a trabalhar. Escreveu os roteiros originais de The Sea is Watching em 1993 e Ame agaru em 1995. Enquanto estava finalizando sua obra em 1995, Kurosawa escorregou e quebrou a base de sua espinha. Depois do acidente, passaria a usar uma cadeira de rodas para o resto de sua vida, colocando um fim em qualquer esperança de ele dirigir outro filme. Seu desejo de toda a vida – morrer no set de filmagens gravando um filme - nunca foi realizado.

### Morte e obras póstumas

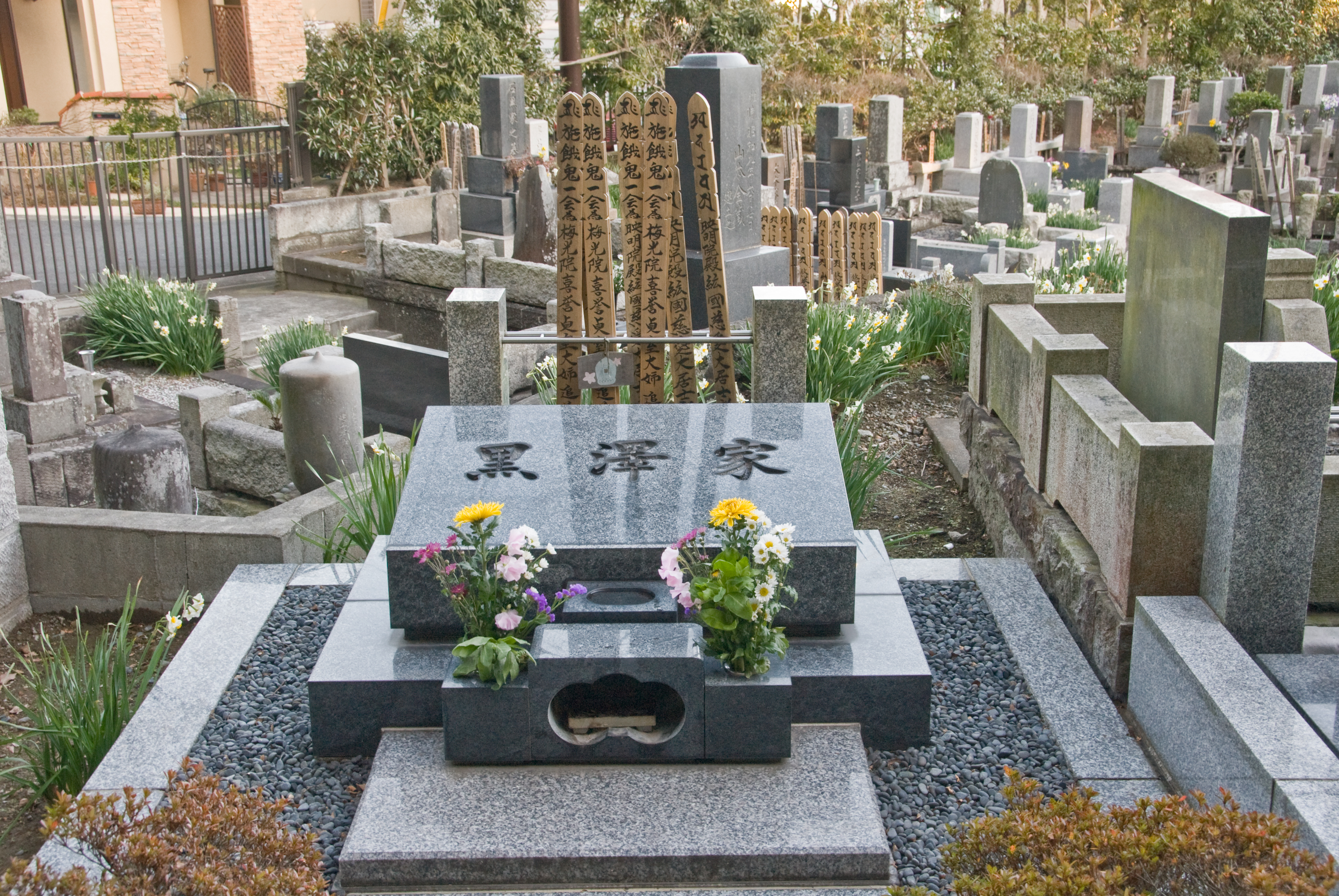
O túmulo do diretor de cinema Akira Kurosawa (黒 澤明) no templo de An'yō-em em Kamakura. A lápide diz simplesmente "Família Kurosawa" e está perto do fundo do cemitério.

Depois do acidente em 1995, a saúde de Kurosawa começou a se deteriorar. Enquanto sua mente continuava afiada e viva, seu corpo estava desistindo, e nos últimos seis meses de sua vida, o diretor ficou praticamente confinado à sua cama, ouvindo música e assistindo televisão em casa. Em 6 de setembro de 1998, Kurosawa morreu de um derrame, em Setagaya, Tóquio, com 88 anos de idade. Foi sepultado no Anyo-jy Temple Cemetery, Kamakura, Kanagawa no Japão.

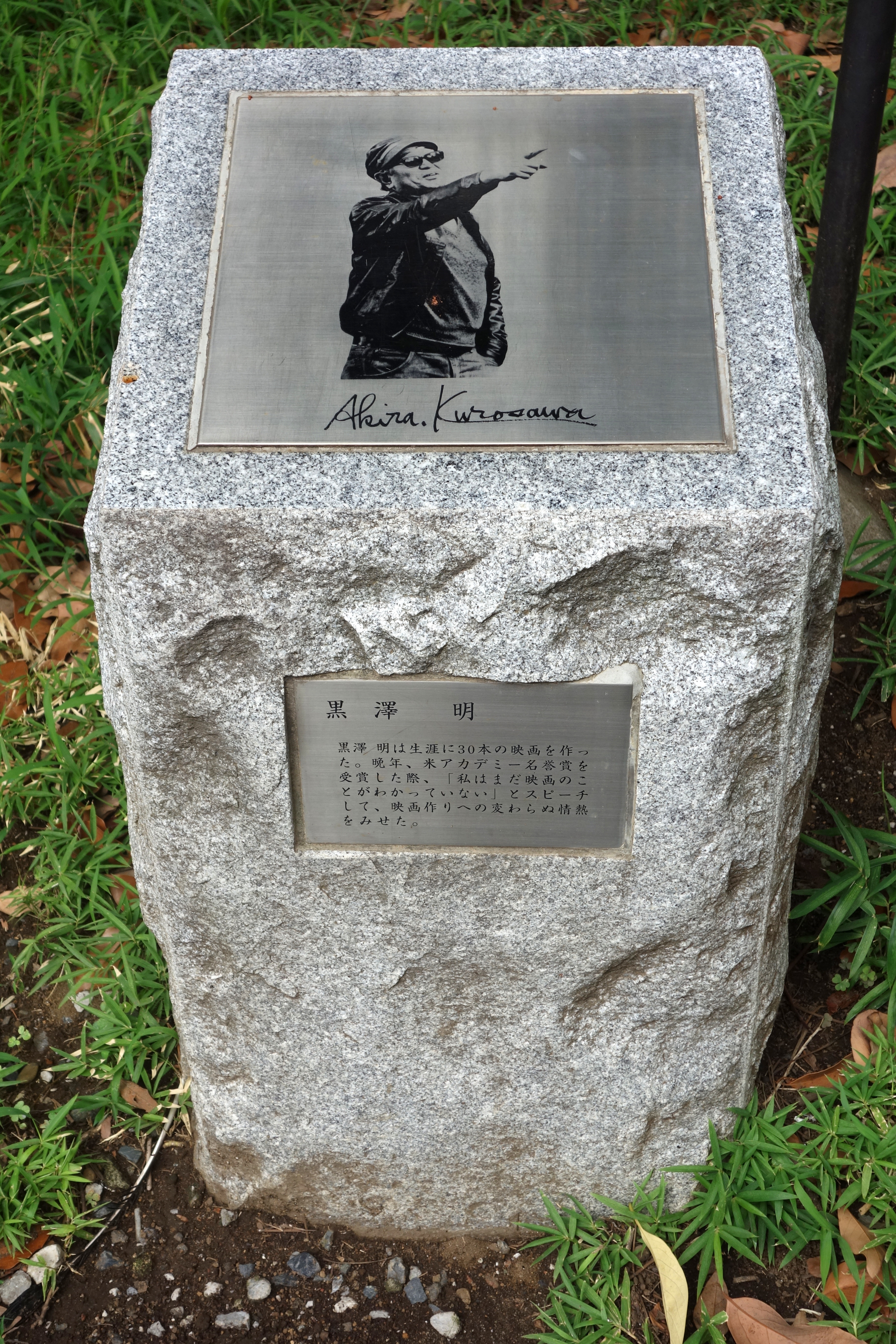
Assinatura de Akira Kurosawa no Ueno Park em Tóquio.

Após a morte de Kurosawa, algumas obras póstumas baseadas em seus roteiros não filmados foram produzidas. Ame agaru, dirigido por Takashi Koizumi, foi lançado em 1998, e The Sea is Watching, dirigido por Kei Kumai, estreou em 2002. Um roteiro criado pelo Yonki no Kai (Clube dos Quatro Cavaleiros – Kurosawa, Keisuke Kinoshita, Masaki Kobayashi e Kon Ichikawa), por volta da época que Dodeskaden foi feito, finalmente foi filmado e lançado (em 2000) como Dora-Heita, pelo único membro sobrevivente do clube, Kon Ichikawa.

## Filmografia
- 1993 — Madadayo (br.: Madadayo; pt.: Ainda Não!)
- 1991 — Hachi-gatsu no kyôshikyoku (Rapsódia em Agosto)
- 1990 — Yume (Sonhos)
- 1985 — Ran (Os Senhores da Guerra)
- 1980 — Kagemusha (A Sombra de um Samurai)
- 1975 — Dersu Uzala (A Águia das Estepes)
- 1970 — Dodeskaden (O Caminho da Vida)
- 1965 — Akahige (O Barba Ruiva)
- 1963 — Tengoku to jigoku (Céu e Inferno)
- 1962 — Tsubaki Sanjūrō (Sanjuro)
- 1961 — Yojimbo (O Guarda-Costas)
- 1960 — Warui yatsu hodo yoku nemuru (Homem Mau Dorme Bem)
- 1958 — Kakushi toride no san akunin (A Fortaleza Escondida)
- 1957 — Donzoko (Ralé)
- 1957 — Kumonosu-jō (Trono Manchado de Sangue)
- 1955 — Ikimono no Kiroku (Vivo no Medo)
- 1954 — Shichinin no samurai (Os Sete Samurais)
- 1952 — Ikiru (Viver)
- 1951 — Hakuchi (O Idiota)
- 1950 — Rashōmon (Às Portas do Inferno)
- 1950 — Shubun (O Escândalo)
- 1949 — Nora Inu (Cão Danado)
- 1949 — Shizukanaru ketto (Duelo silencioso)
- 1948 — Yoidore tenshi (O Anjo Embriagado)
- 1947 — Subarashiki nichiyobi (Um Domingo Maravilhoso)
- 1946 — Waga seishun ni kuinashi (Não Lamento Minha Juventude)
- 1946 — Asu o tsukuru hitobito
- 1945 — Tora no o wo fumu otokotachi
- 1945 — Zoku Sugata Sanshiro
- 1944 — Ichiban utsukushiku
- 1943 — Sugata Sanshiro (A Saga do Judô)

## Prêmios e indicações
- Ganhou um Oscar honorário em 1990, concedido pela Academia de Artes e Ciências Cinematográficas.
- Recebeu uma indicação ao Oscar de Melhor Diretor, por "Ran" (1985).
- Ganhou o BAFTA de Melhor Filme Estrangeiro, por "Ran" (1985).
- Recebeu uma indicação ao BAFTA de Melhor Filme, por "Kagemusha, a Sombra de um Samurai" (1980).
- Ganhou o BAFTA de Melhor Diretor, por "Kagemusha, a Sombra de um Samurai" (1980).
- Recebeu uma indicação ao BAFTA de Melhor Roteiro Adaptado, por "Ran" (1985).
- Recebeu 2 indicações ao Cesar, na categoria de Melhor Filme Estrangeiro, por "Kagemusha, a Sombra de um Samurai" (1980) e "Ran" (1985). Venceu em 1980.
- Ganhou a Palma de Ouro, no Festival de Cannes, por "Kagemusha, a Sombra de um Samurai" (1980).
- Ganhou o Urso de Prata, no Festival de Berlim, por "A Fortaleza Escondida" (1958).
- Ganhou o Prêmio FIPRESCI, no Festival de Berlim, por "A Fortaleza Escondida" (1958).
- Ganhou o Leão de Ouro, no Festival de Veneza, por "Rashomon" (1950).
- Ganhou o Leão de Prata, no Festival de Veneza, por "Os Sete Samurais" (1954).
- Ganhou o Prêmio OCIC, no Festival de Veneza, por "O Barba Ruiva" (1965).
- Ganhou um Leão de Ouro, em homenagem à sua carreira, no Festival de Veneza.
- Ganhou o Prêmio Bodil de Melhor Filme Europeu, por "Ran" (1985).